# Front anabatique

Le modèle des ceintures d’écoulement divise les flux autour d'une dépression en trois ceintures de transport : ceinture chaude, ceinture froide et ceinture sèche. En vert sont indiqués les zones de confluence.

Un front anabatique, ou anafront, est un front météorologique dans lequel l'air chaud est soulevé le long de la surface de discontinuité de température située au-dessous. Les fronts chauds sont par définition des fronts anabatiques mais le terme peut aussi s'appliquer à certains fronts froids.

## Mécanisme
Selon la théorie classique des fronts, l'air froid est plus dense que l'air chaud et donc plus difficile à déplacer. 

### Front chaud

Schéma d'un front chaud

Dans le cas d'un front chaud, une masse d'air chaud arrive au contact d'une masse d'air plus froid. La poussée d'air chaud derrière associée à un front chaud a de la difficulté à déplacer cet air froid et s'élèvera au-dessus de celui-ci. L'air chaud en ascension diminue de température avec l'altitude, mais moins que l'air ambiant, par détente adiabatique ce qui mène à la condensation de l'humidité qu'il contient et donc de nuages.
Le front chaud anabatique est la portion du front chaud où la ceinture d'écoulement provenant du secteur chaud monte sur l'air froid tout en tournant vers la dépression reliée au front (vers la gauche dans l'hémisphère nord et la droite dans celui du sud). Comme il y a de l'air chaud en altitude et froid en surface, la masse d'air est très stable. Des nuages stratiformes, altostratus, nimbostratus, etc., et les précipitations qui leur sont associées se formeront donc à l'avant du front chaud.

### Front froid

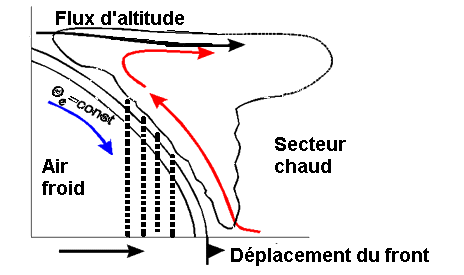
Mouvement de l'air ainsi que la position des nuages et des précipitations dans un front froid anabatique

Dans le cas d'un front froid anabatique, la poussée du front amène de l'air froid se déplaçant très rapidement en direction de l'air chaud en surface. Ceci crée une convergence le long d'un creux barométrique et fait remonter l'air chaud et humide sur la surface frontale. Le courant-jet est plus ou moins parallèle au front à une certaine distance à l'arrière de celui-ci en altitude et constitue la limite arrière du mouvement vertical.
La bande nuageuse se développe encore une fois dans un mouvement d'inclinaison mais cette fois vers l'arrière à partir du front froid en surface. L'essentiel de la masse nuageuse et des précipitations se trouvent donc à l'arrière de la ligne du front froid de surface. La limite nuageuse arrière se trouve à la position du courant-jet où il y a une subsidence verticale. 
Les nuages élevés ne sont transportés en aval qu'en cas de vents forts en altitude. Dans ce cas, le front se retrouve positionné à l'intérieur de la bande nuageuse.
Dans ce genre de front, les précipitations convectives vont s'étendre loin derrière le front.
En général, le mouvement vertical et les taux de précipitations y sont moindres mais sur une plus grande surface. Ce type est plus courant près de la dépression à laquelle le front est associé.